# Tom Boudeweel
Tom Boudeweel (Sint-Amandsberg, 29 december 1971) is sportjournalist bij de VRT radio, waaronder Sporza Radio. 
Boudeweel studeerde journalistiek in Gent en Utrecht.  Hij is momenteel vooral actief als voetbalverslaggever en geeft regelmatig een overzicht sport op Radio 1.  Hij was een van de journalisten ter plaatse voor de Olympische Zomerspelen 2008 in Peking, in 2012 in London en in 2016 in Rio. Daarnaast volgde hij de Rode Duivels dagelijks tijdens het WK 2014 in Brazilië, het EK 2016 in Frankrijk en het WK 2018 in Rusland, het EK 2020 en het WK 2022 in Qatar, samen met analist Eddy Snelders.
Boudeweel is ook lange tijd actief geweest als sportanker bij de regionale tv-zender AVS en als hoofd sport bij Kanaal 3 (nu TV Oost) aan de andere kant van Oost-Vlaanderen.
Hij schreef artikelen voor Sport/Voetbalmagazine, de trainersmagazines Dug Out en De Voetbaltrainer en was hoofdredacteur van Voetbal Special.
Boudeweel is actief bij de nationale & provinciale voetbalclub KFC HO Kalken.